# 드래프트 (스포츠)
드래프트(Draft)는 프로 스포츠 리그에서 선수를 각 팀에 배분하는 것이다. 1936년 NFL에서 처음 도입된 이후 경기와 국가의 경계를 넘어 확산되었다. 주로북아메리카,한국,일본을 중심으로 한 프로 스포츠 리그에서 이루어지고 있지만 유럽 국가들은 자유 경쟁 하에서 선수의 획득이 이루어지고있다.
드래프트는 일부 국가(특히 북미) 및 스포츠(특히 비공개 리그)에서 특정 선수를 팀에 할당하는 데 사용되는 프로세스이다. 드래프트에서 팀은 자격을 갖춘 플레이어 풀에서 교대로 선택한다. 팀이 선수를 선택하면 해당 팀은 해당 선수와 계약을 체결할 수 있는 독점권을 가지며, 리그의 다른 팀은 해당 선수와 계약할 수 없다. 이 프로세스는 라운드 로빈 항목 할당과 유사하다.
가장 잘 알려진 유형의 드래프트는 엔트리 드래프트로, 최근 리그에서 뛸 수 있는 자격을 얻은 선수를 할당하는 데 사용된다. 스포츠에 따라 선수들은 대학, 고등학교, 주니어 팀 또는 다른 국가의 팀 출신일 수 있다. 엔트리 드래프트는 젊은 재능을 위한 값비싼 입찰 전쟁을 방지하고 어떤 팀도 최고의 젊은 선수들과 계약을 체결하여 리그를 경쟁력 없게 만드는 것을 방지하기 위한 것이다. 동등성을 장려하기 위해 이전 시즌에 부진한 팀은 일반적으로 포스트 시즌 드래프트에서 1위를 선택하게 되며, 때로는 팀이 고의로 패배하는 것을 막기 위해 "복권" 요소를 사용하기도 한다.
다른 유형의 드래프트에는 새로운 팀이 리그의 다른 팀에서 선수를 선택하는 확장 드래프트와 리그의 살아남은 팀이 새로 없어진 프랜차이즈의 명단에서 선수를 선택하는 분산 드래프트가 포함된다. 주요 프로 스포츠 리그에는 사고나 기타 재난으로 인해 많은 선수가 사망하거나 무력화될 경우 재난 드래프트를 통해 팀을 재건하기 위한 특별 비상 계획도 있다.
초안은 일반적으로 리그와 선수를 대표하는 노동조합 간의 단체교섭에 포함되어 있기 때문에 독점금지나 무역법의 제한에 따라 허용된다. 이러한 계약은 일반적으로 특정 시즌이 지나면 계약이 만료된 선수가 FA가 되어 어느 팀과든 계약할 수 있다고 규정한다. 또한 새로 드래프트된 선수에게 최소 및 때로는 최대 급여를 요구한다. 리그에서는 팀이 다른 드래프트 픽이나 플레이어 대신 드래프트 픽을 서로 교환할 수 있도록 허용할 수도 있다.
1935년, 내셔널 풋볼 리그(National Football League) 회장 조셉 카(Joseph Carr)는 팀의 급여를 제한하고 리그의 영원한 경쟁자들의 지배력을 줄이기 위한 방법으로 NFL 드래프트를 제정했다. 1947년 전미 농구 협회의 전신인 내셔널 하키 리그에서, 1963년 [메이저 리그 베이스볼]]에서 이 제도를 채택했지만, 야구에서는 19세기부터 드래프트 제도를 사용해 왔다.
메이저 실내 라크로스 리그(National Lacrosse League)는 1988년에 대학 드래프트를 채택했고, 2000년에는 메이저 리그 축구, 2001년에는 메이저 리그 라크로스, 2020년에는 메이저 리그 럭비를 채택했다.
스포츠 드래프트는 미국과 캐나다 이외의 지역에서는 흔하지 않는다. 대부분의 프로 축구 클럽과 다른 스포츠 클럽은 소규모 클럽에서 이적하거나 자체 아카데미를 통해 청소년 선수를 육성하여 젊은 선수를 확보한다. 유소년 시스템은 팀이 직접 운영하며 어린 시절부터 선수를 육성한다. 대신 이러한 리그의 패리티는 승격 및 강등을 통해 유지되며, 이는 자동으로 리그에서 가장 약한 팀을 추방하고 다음 하위 리그의 가장 강한 팀과 교환한다.

## 같이 보기
- 샐러리 캡